# Brian Wilson (Baseballspieler)
Brian Patrick Wilson (* 16. März 1982 in Winchester, Massachusetts) ist ein US-amerikanischer Baseballspieler in der Major League. Er ist derzeit Free Agent. Zuvor spielte er für die Los Angeles Dodgers und war bis 2012 Closer der San Francisco Giants. Sein Markenzeichen ist sein Bart, den er seit den Playoffs 2010 trägt.

## Karriere
Wilson wurde in der 24. Runde des MLB Drafts 2003 von den San Francisco Giants gewählt und musste sich noch im gleichen Jahr der Tommy John Surgery unterziehen. Sein Debüt in der Major League gab er am 23. April 2006 als Closer. Für diese Position war er auch im Spring Training 2007 vorgesehen. Aufgrund eines ERA von 7.71 schickten ihn die Giants jedoch zurück in die Minor Leagues. Erst im August kehrte er  in die MLB zurück und wurde sogleich wieder als Closer eingesetzt. In der Saison 2008 wurde er erstmals in das All-Star-Team der National League gewählt. Diese Ehre wurde ihm 2010 erneut zuteil. Mit 48 Saves in der regulären Saison 2010 führte er die National League an. In der Postseason sicherte er mit einem Save im letzten Spiel der regulären Saison gegen die San Diego Padres den Sieg der Giants in der National League West. Ein Save in Spiel 6 der Championship Series gegen die Philadelphia Phillies brachte die Giants zum ersten Mal seit 2002 wieder in die World Series.